# خوان خوسه الویار
خوان خوسه الویار (اسپانیایی: Juan José Elhuyar‎؛ زاده ۱۵ ژوئن ۱۷۵۴ - درگذشته ۲۰ سپتامبر ۱۷۹۶) یک شیمی‌دان و کانی‌شناسی اهل اسپانیا بود.